# (3415) Danby
(3415) Danby (1928 SL) – planetoida z grupy pasa głównego asteroid okrążająca Słońce w ciągu 7,89 lat w średniej odległości 3,96 j.a. Odkrył ją Karl Wilhelm Reinmuth 22 września 1928 roku.